# Titánok

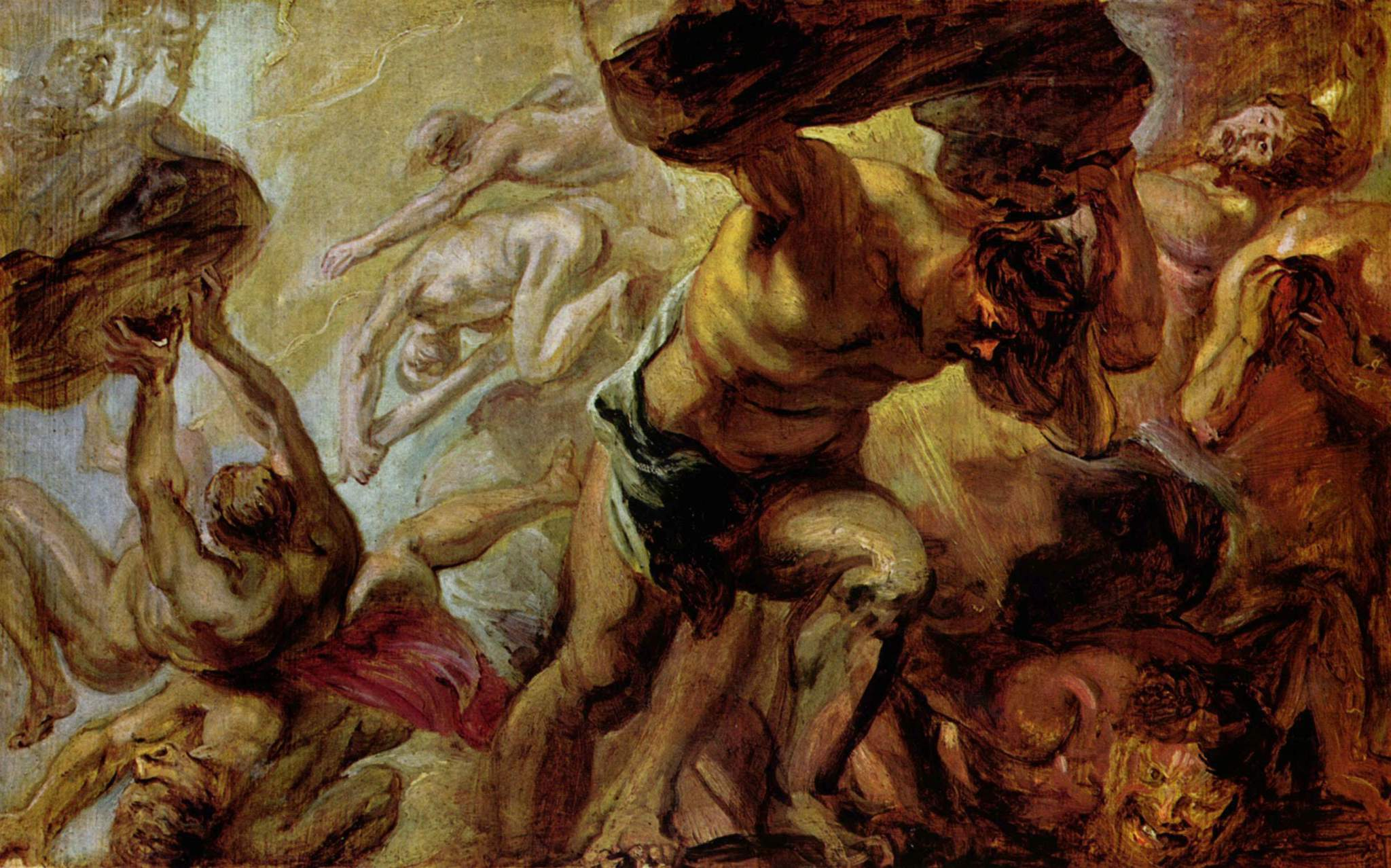
A titánok bukása, Rubens festménye

A titánok és titaniszok a görög mitológiában Gaia és Uranosz első tizenkét gyermeke, az istenek második nemzedéke. A hat fiútestvér, azaz a titánok, név szerint Ókeanosz, Koiosz, Hüperión, Kriosz, Iapetosz és Kronosz, illetve a hat lánytestvér, azaz a titaniszok, név szerint Téthüsz, Phoibé, Theia, Rhea, Themisz, Mnémoszüné és egyes források megemlítenek egy hetedik titaniszt, Diónét, Theia ikertestvérét. A titánok és titaniszok kezdetben az őserő megtestesítői, később találmányaik által az emberiség jótevői. Fiatalabb testvéreik a küklópszok és a hekatonkheirek. A titánok rangját utódaik örökölhették.

## Történetük

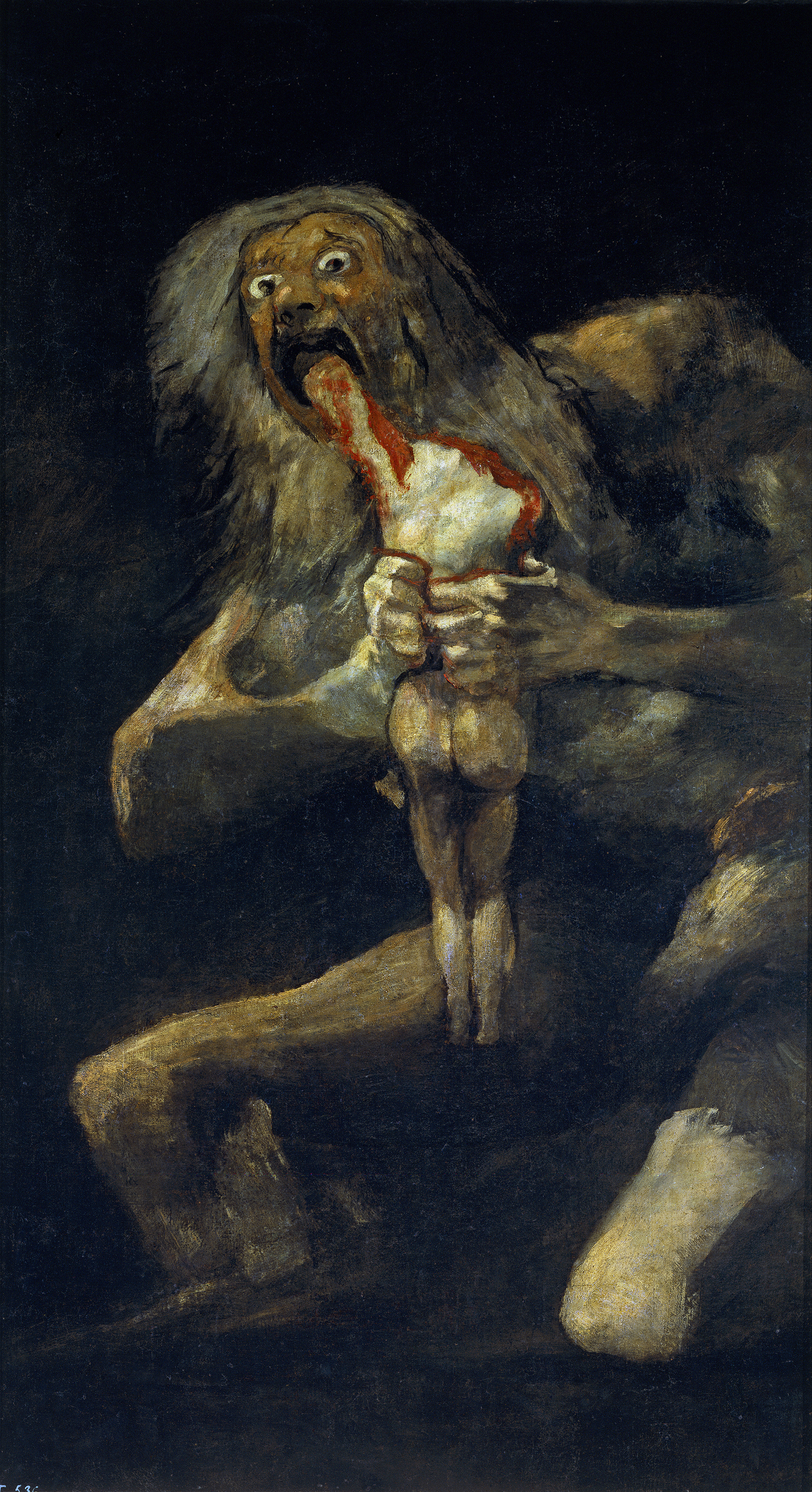
Francisco Goya: Saturnus felfalja gyermekét

Uranosz olyannyira nem kedvelte legfiatalabb gyermekeit, a három küklópszot és a három hekatonkheirt, hogy a Tartarosz mélyére vetette őket. Emiatt Gaia rábeszélésére a legifjabb titán Kronosz, bosszúból Uranoszt megcsonkította és hatalmától megfosztotta, s ezáltal a főhatalmat megkaparintotta. Testvéreit az Alvilágból ugyan kiszabadította, de rövidesen – gigantikus erejüktől megrettenve – azokat oda ismét bezárta. Miután feleségül vette Rheát, születendő gyermekeiket sorban lenyelte, nehogy anyja jóslata beteljesedjen, miszerint saját gyermeke fogja a tróntól megfosztani. Rheiának mégis sikerült egy gyermekét, Zeuszt megmentenie, s egy távoli helyen felnevelnie, aki apját egy óriási küzdelemben, a titanomakhiában, vagyis a titánok harcában legyőzte, s ezáltal a főisteni hatalmat megszerezte, s büntetésképpen a titánokat a Tartaroszba zárta – kivéve azokat, akik a harctól tartózkodtak, illetve akik az ő oldalán harcoltak – s onnan csak hatalma megszilárdítása után engedte ki őket.
Megjegyzés: Hésziodosz szerint a küklópszok és a hekatonkheirek Uranosz és Gaia legfiatalabb gyermekei voltak, Apollodórosz szerint viszont a legidősebbek. Ezenkívül szerinte csak a küklópszokat taszította Uranosz az Alvilágba.

## Második generációs titánok
- Ókeanosz és Téthüsz leszármazottai: Aszia, Sztüx, Élektra, Dórisz, Eurünomé, Amphitrité és Métisz
- Koiosz és Phoibé lányai: Aszteria és Létó
- Hüperión és Theia utódai: Éósz, Héliosz és Szeléné
- Kriosz és Eurübia (Pontusz lánya) fiai: Asztraiosz, Pallasz és Perszész
- Iapetosz és Klümené fiai: Atlasz és Menoitiosz, Prométheusz és Epimétheusz (utóbbi kettő egyes források szerint Themisz gyermekei)

## Istenek
- Kronosz és Rheia szintén együtt házasodtak, az ő gyermekeik viszont nem titánok, hanem a görög istenek.
- Themisz és Zeusz gyermekei a hórák és a heszperiszek.
- Mnémoszüné és Zeusz lányai a múzsák.